# Désiré Rakotoarijaona
Désiré Rakotoarijaona (Antananarivo, 19 giugno 1934) è un politico e militare malgascio.
È stato Primo ministro del Madagascar dal 1º agosto 1977 al 12 febbraio 1988.
Si candidò da indipendente alle elezioni presidenziali in Madagascar del 1996 ottenendo appena lo 0,37% dei voti.